# Mansor Al-Beshe
Mansor Al-Beshe (in arabo منصور البيشي‎?; 24 aprile 2000) è un calciatore saudita, centrocampista dell'Al-Ra'ed.

## Carriera

### Club
Con l'Al-Hilal ha giocato una partita in AFC Champions League.

### Nazionale
Con la nazionale Under-20 saudita ha preso parte al campionato mondiale di calcio Under-20 2019.